# Álarcos tangara
Az álarcos tangara (Schistochlamys melanopis)  a madarak osztályának verébalakúak (Passeriformes) rendjébe és a tangarafélék (Thraupidae) családjába tartozó  faj.

## Rendszerezése
A fajt John Latham angol ornitológus írták le 1790-ben, a Tanagra (a későbbi Tangara) nembe Tanagra melanopis néven.

## Alfajai
- Schistochlamys melanopis amazonica Zimmer, 1947
- Schistochlamys melanopis aterrima Todd, 1912
- Schistochlamys melanopis grisea Cory, 1916
- Schistochlamys melanopis melanopis (Latham, 1790)
- Schistochlamys melanopis olivina (P. L. Sclater, 1865)[2]

## Előfordulása
Dél-Amerikában, Bolívia, Brazília, Kolumbia, Ecuador, Francia Guyana, Guyana, Paraguay, Peru, Suriname és Venezuela területén honos.
Természetes élőhelyei a szubtrópusi és trópusi síkvidéki cserjések és száraz szavannák, valamint szántok és másodlagos erdők erdők. Vonuló faj.

## Megjelenése
Testhossza 18 centiméter, testtömege 29-40 gramm. Tollazata kékesszürke, feje és torka fekete.

## Életmódja
Párban, vagy kisebb csapatban keresgéli magvakból, bogyókból és rovarokból álló táplálékát.

## Szaporodása
Az aljnövényzetbe készíti fészkét.

## Természetvédelmi helyzete
Az elterjedési területe rendkívül nagy, egyedszáma pedig stabil. A Természetvédelmi Világszövetség Vörös listáján nem fenyegetett fajként szerepel.